# Brendan Hay
Brendan Hay é um escritor e produtor da TV americana. Também já escreveu para o jornal The Daily Show e para o livro América. Recentemente escreveu para a série The Simpsons.